# Collège de l'Île
Le Collège de l'Île (anciennement connu comme Collège Acadie Île-du-Prince-Édouard) est un collège communautaire de langue française situé à l'Île-du-Prince-Édouard, au Canada.

## Histoire
Le Collège est fondé en 1992. Le 23 juin 2008, il prend le nom de Collège de l'Île, date à laquelle le collège reçoit son titre officiel de Collège communautaire de langue française par le gouvernement de l'Île-du-Prince-Édouard.

## Campus et programmes
Le collège compte un campus principal à Wellington ainsi qu'un campus satellite à  Charlottetown, en plus de centres de formation à DeBlois, Summerside, Miscouche, Rustico et Souris. Chaque campus dispose de salles de classe, de laboratoires et de matériel de vidéo-conférences. Les formations sont donc offertes sur place, par vidéo-conférence, en ligne.
Le collège offre huit programmes généraux d'une durée d'un ou de deux ans, soit adjoint administratif bilingue, services à la personne , travailleur jeunesse, commis comptable, préposé aux soins, infirmier auxiliaire et aide éducateur et éducateur de la petite enfance.
Le collège offre un programme de formation générale des adultes destiné à ceux n'ayant pas complété leur 12e année.
Au niveau de la formation continue, le collège offre des cours d'alphabétisation, d'alphabétisation familiale, des formations sur mesure, des formations aux entreprises et à la communauté, des formations linguistiques et différents cours à temps partiel.